# Greensill Capital
Greensill Capital war ein Finanzdienstleister mit operativem Sitz im Vereinigten Königreich und rechtlichem Sitz in Australien. Gegründet wurde die Gesellschaft 2011 von Lex Greensill. Zehn Jahre später musste Greensill Capital Insolvenz anmelden.
Das Unternehmen war auf die Finanzierung von Lieferketten spezialisiert. Es beschäftigte Ende 2019 rund 800 Mitarbeiter und hatte Niederlassungen in New York City, Chicago, Miami, Frankfurt am Main, Bremen und Sydney. 2019 verwaltete es Kundengelder in der Höhe von insgesamt 143 Mrd. $.

## Gründung
Der Gründer, Lex Greensill, ist 1976 in der australischen Stadt Bundaberg, Bundesstaat Queensland, geboren. Seine Eltern waren Farmer, er arbeitete zunächst auch auf der elterlichen Farm. 2001 zog er im Alter von 24 Jahren nach England. Vier Jahre später arbeitete er für das Bankhaus Morgan Stanley und danach für Citigroup. 2011 machte er sich im Alter von 35 Jahren mit der Gründung von Greensill Capital selbständig. Der damalige Premierminister David Cameron wurde auf ihn aufmerksam, machte ihn zu einem ehrenamtlichen Berater und gab ihm ein Büro in 10 Downing Street. Später erhielt David Cameron einen Beratervertrag von Greensill Capital.

## Geschäftstätigkeit
Das Unternehmen hat sich auf folgende drei Finanzierungsformen spezialisiert.
- klassisches Factoring: Greensill kauft dem Lieferanten seine Forderungen ab, was beim Lieferanten zu einem früheren Liquiditätszufluss führt.
- Reverse-Factoring: Geschäftspartner der Finanzierung ist hierbei nicht der Lieferant, sondern der Empfänger der Lieferung. Greensill vorfinanziert dem Geschäftspartner die Zahlung der Verbindlichkeit gegenüber dem Lieferanten. Der Geschäftspartner erhält dadurch ein längeres Zahlungsziel, was seiner Liquiditätsplanung zugutekommt.[4]
- Finanzierung von zukünftigen Forderungen: Bereits vor dem Zeitpunkt der Lieferung und Rechnungsstellung finanziert Greensill dem Geschäftspartner eine zukünftig entstehende Forderung aus einem noch zu erfüllenden Liefergeschäft.[4]

Die Verträge aus der Lieferkettenfinanzierung wurden zum Teil in Wertpapiere verpackt und an Anleger verkauft. Risiken wurden über Versicherungen abgedeckt. Vor allem die Beimischung der margenstärkeren Zukunftsforderungen ermöglichte eine attraktive Rendite, allerdings bei erhöhtem Risiko.

## Geschäftsentwicklung und Geschäftspartner
2014 erwarb Greensill Capital die Mehrheit und 2017 alle Anteile an der NordFinanz Bank in Bremen. Die 1927 gegründete Bank hatte damals 61 Mitarbeiter und eine Bilanzsumme von 286 Mio. EUR. Sie befand sich schon länger in Schwierigkeiten. Das Bankhaus wurde in Greensill Bank umbenannt und mit dem Ziel einer kompletten Integration in die Geschäfte von Greensill Capital neu ausgerichtet. Die Bank sammelte bei Anlegern erfolgreich Einlagen, mit denen auch Geschäfte der Muttergesellschaft finanziert wurden. Von der Verzinsung angelockt haben mehrere deutsche Kommunen ihre Mittel dort angelegt. Die Bilanzsumme erhöhte sich bis 2019 auf 3806 Mio. EUR.
Das Wachstum von Greensill Capital erregte die Aufmerksamkeit der internationalen Finanzwelt. 2018 investierte die amerikanische Private-Equity-Gesellschaft General Atlantic 250 Mio. $ in das Unternehmen. Der Unternehmenswert stieg dadurch auf über 1 Mrd. $. Im Folgejahr engagierte sich die japanische Softbank mit in Summe 1,5 Mrd. $.
Die Schweizer Bank Credit Suisse war ein wichtiger Partner bei den Geschäften mit Wertpapieren aus der Lieferkettenfinanzierung. Das gemeinsame Geschäftsvolumen betrug mehrere Mrd. USD. Ein weiterer Investor war die Schweizer Vermögensverwaltungsfirma GAM, die sich aber bereits 2018 aus dem Engagement zurückzog. Bei der Finanzierung von Lieferketten entwickelte sich eine umfangreiche Geschäftsbeziehung zu dem in Großbritannien lebenden indischen Industriellen Sanjeev Gupta mit seinen Stahl- und Bergbauunternehmen Unternehmen GFG Alliance und Liberty House Group.

## Zusammenbruch
Das Schweizer Analysehaus „Independent Credit View“ erstellte im Kundenauftrag im August 2019 ein Kurzgutachten über Greensill Capital und kam zu einer sehr kritischen „BB“ Bewertung. Von den drei großen Ratingagenturen S&P, Moody’s und Fitch gab es keine umfassenden Analysen, da Greensill eine Zusammenarbeit mit ihnen ablehnte. Abschlussprüfer von Greensill Capital war bis 2019 die mittelständische Londoner Firma „Saffery Champness Chartered Accountants“, Greensill Capital bemühte sich im Jahr 2020 vergebens mit der Beauftragung einer der großen internationalen Prüfgesellschaften. Sie lehnten alle ab.
Anfang 2020 machte der Bundesverband deutscher Banken die Bankaufsichtsbehörde Bafin auf das erhebliche Engagement der Greensill Bank bei den Unternehmen von Sanjeev Gupta aufmerksam und bewertete dies als Klumpenrisiko. Im Sommer 2020 teilte der japanische Versicherer Tokio Marine Greensill mit, dass die wichtigste Versicherungspolice am 1. März 2021 ausläuft und nicht verlängert wird. Greensill fand keinen neuen Versicherer. Credit Suisse gab daraufhin am 1. März 2021 bekannt, dass sie die mit Greensill betriebenen Fonds einfriere. Die Bafin ordnete am 3. März die Schließung der Greensill Bank in Bremen an. Am Montag, den 8. März 2021, meldet Greensill in Großbritannien Insolvenz an, in Australien war bereits wenige Tage zuvor Gläubigerschutz beantragt worden.

## Filme und Serien
- Die smarten Verführer: Blut, Wind und das große Geld, Hochstapler in der Wirtschaft, Deutschland, 2023[15]